# 拉芒斯利耶尔
拉芒斯利耶尔（法語：La Mancelière，法語發音：[la mɑ̃s(ə)ljɛʁ]）是法國厄尔-卢瓦省的一个市镇，属于德勒区。

## 地理
拉芒斯利耶尔（48°38'52"N, 0°59'41"E）面积5.9 平方千米，位于法国中央-卢瓦尔河谷大区厄尔-卢瓦省，该省份为法国北部内陆省份，北起顺时针与厄尔省、伊夫林省、埃松省、卢瓦雷省、卢瓦-谢尔省、萨尔特省和奧恩省接壤。
与拉芒斯利耶尔接壤的市镇（或旧市镇、城区）包括：莱沙特莱、拉索塞勒。

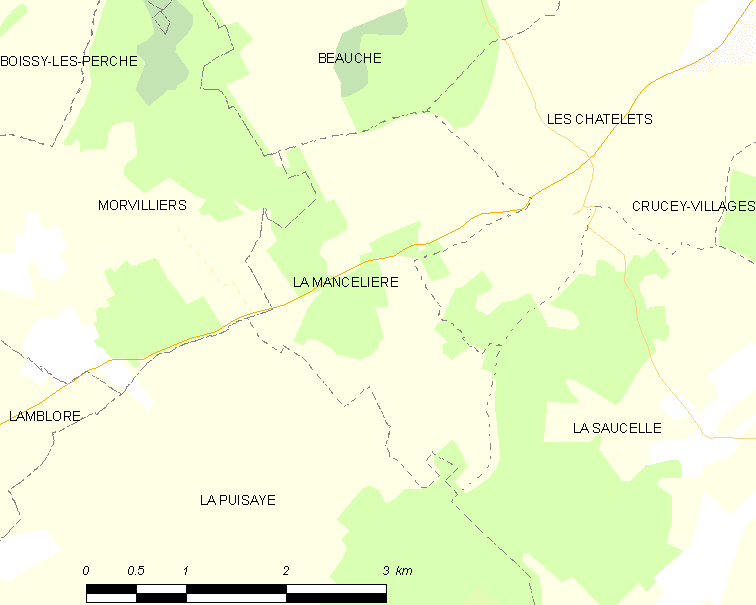
拉芒斯利耶尔的OSM定位图

拉芒斯利耶尔的时区为UTC+01:00、UTC+02:00（夏令时）。

## 行政
拉芒斯利耶尔的邮政编码为28270，INSEE市镇编码为28231。

## 政治
拉芒斯利耶尔所属的省级选区为圣吕班德容什雷县。

## 人口

1962-2008年间拉芒斯利耶尔人口变化图示

拉芒斯利耶尔于2022年1月1日时的人口数量为152人。